# مسابقات الرياضيات الأمريكية
مسابقات الرياضيات الأمريكية أو المسابقات الرياضياتية الأمريكية (بالإنجليزية: American Mathematics Competitions AMC)‏ هي أول سلسلة مسابقات رياضياتية للمرحلة الثانوية لتحديد فريق الولايات الأمريكية المتحدة للأولمبياد الدولي للرياضيات. عملية الترشيح تُعقد في 4 مراحل كحد أقصى. في المرحلة الأخيرة يختار برنامج أولمبياد الرياضيات الصيفي ويدرب 6 أعضاء لتشكيل فريق أولمبياد الرياضيات. فريق رياضيات الولايات الأمريكية لعام 1994م هو الفريق الوحيد الذي حقق الدرجة المثالية (أي: أن جميع الأعضاء الستة قد حصلوا على الدرجات المثالية)، ما يُطلق عليه «فريق الأحلام».
تتم عملية الترشيح على ثلاث مراحل:
- AMC 8: لطلبة الصف الثامن الإعدادي فما دون.
- AMC 10: لطلبة الصف العاشر الثانوي فما دون.
- AMC 12: لطلبة الص الثاني عشر الثانوي فما دون.

الطلاب المؤدين جيداً في اختبارات AMC 10 أو AMC 12 يُدعَون للمشاركة في امتحان الرياضيات الأمريكي الدعوي (AIME).
والطلاب المؤدين جيداً في الـ(AIME) يُدعَون للمشاركة في أولمبياد الرياضيات الأمريكي الوطني (USAMO).
الطلاب المؤدين في أولمبياد الرياضيات الوطني الأمريكي النتائج المتوقعة (وهم حوالي 30 طالباً) يدعون للذهاب لبرنامج أولمبياد الرياضيات الصيفي، وستة من الطلاب يُرشحون من من أعلى 12 نتيجة من خلال اختبار آخر لتشكيل فريق أولمبياد الرياضيات الأمريكي.
مسابقات الرياضيات الأمريكية هي أيضاً اسم مؤسسة، مقرها واشنطن العاصمة، وهي المسؤولة عن ترتيب وتهيئة مسابقات ومنافسات الرياضيات الأمريكية، المتضمنة كلاً من الـAMC، وAIME وUSAMO.

## التاريخ
أعضاء لجنة مسابقات الرياضيات الأمريكية (CAMC) مُكرَّسين لتحقيق هدف شحذ وتقوية القدرات الرياضية لشباب الولايات المتحدة. تعتقد اللجنة أن أحد طرق تحقيق هذا الهدف هو تحديد، ومكافأة، والتعرف على المتميزين في الرياضيات من خلال سلسلة من المسابقات والاختبارات الوطنية.
يتضمن الـAMC: مسابقات الرياضيات الأمريكية 8 (AMC 8) وهو موجه لطلبة الصف الثامن الإعدادي فما دون، وقد بدأ عام 1985م؛ مسابقات الرياضيات الأمريكية 10 (AMC 10) وهو موجه لطلبة الصف العاشر والتاسع، وقد بدأ عام 2000م؛ مسابقات الرياضيات الأمريكية 12 (AMC 12) لطلبة الصف الحادي عشر والثاني عشر، بدأ عام 1950م؛ امتحان الرياضيات الأمريكي الدعوي (AIME)، وبدأ عام 1983م؛ وكذلك أولمبياد الرياضيات الأمريكي الوطني، والذي بدأ عام 1972م. 
| السنوات        | الاسم                                            | عدد الأسئلة | تعليقات |
| -------------- | ------------------------------------------------ | ----------- | --- |
| 1950–1951م     | مسابقة المرحلة الثانوية السنوية                  | 50          | أجري الاختبار في نيويورك فقط. |
| 1952–1959م     | مسابقة المرحلة الثانوية السنوية                  | 50          | أجري الاختبار على جميع مناطق الدولة |
| 1960–1966م     | مسابقة المرحلة الثانوية السنوية                  | 40          | |
| 1967–1972م     | مسابقة المرحلة الثانوية السنوية                  | 35          | |
| 1973م          | امتحان رياضيات المرحلة الثانوية السنوي           | 35          | |
| 1974–1982م     | امتحان رياضيات المرحلة الثانوية السنوي           | 30          | |
| 1983–1999م     | اختبار رياضيات المرحلة الثانوية الأمريكية السنوي | 30          | أعلن عن امتحان الـ(AIME) في عام 1983م، أما الآن فهو المرحلة ما بين اختباري (AHSME) وَ (USAMO) AJHSME، والذي يعرف حالياً بـAMC 8، أعلن عنه في عام 1985م.                    |
| 2000م حتى الآن | مسابقات الرياضيات الأمريكية                      | 25          | AHSME قُسِّم إلى AMC 10 و AMC 8. أعلن عن إنشاء نماذج A و B في عام 2002م. USAMO قُسِّم إلى USAJMO و USAMO في عام 2010م. مُرشحي AMC 10 المجتازين لـAIME يذهبون مباشرةً إلى USAJMO. |

## المشاركة والجوائز
هناك جوائز محددة لاجتياز أحد اختبارات الـAMC. للـAMC 8، الدرجة المثالية قد تؤهل لربح كتاب أو شهادة تقدير (كما حدث للطلاب المتوصلين بالنتائج المثالية في عام 2002م)؛ وكذلك توفّر الـAMC قائمة من الطلاب الحاصلين على أعلى الدرجات وتعرضها على الجامعات، والمؤسسات، والبرامج المحتاجة للطلبة الأذكياء في الرياضيات. وهذا قد يؤهل الحاصل على الدرجة العالية للحصول على دعوة إلى برنامج ماث باث، وهو برنامج صيفي لطلبة المرحلة المتوسطة. وكذلك يكافأ حاصل أعلى نتيجة في كل مدرسة بقلم خاص. 
لـ AMC 10 و AMC 12، يأخذ الحاصلون على درجة عالية شهادة تقدير وتؤخذ صورهم وأسماؤهم لكتاب الجوائز؛ وكذلك يُكافأ حاصل أعلى نتيجة في كل مدرسة بقلم خاص، وميدالية برونزية، أو فضية أو ذهبية، وذلك على حسب درجتهم المحققة.
وبالإضافة إلى ذلك فإن الأوائل على اختبارات AMC 10 و AMC 12 يُرشحوا لأخذ جولة أخرى من المسابقة، وهي امتحان الرياضيات الأمريكي الدعوي (AIME)، عادةً ما يقام في شهر مارس أو إبريل. أي طالب يحرز أول 1% من الطلاب في AMC 10 (أو 2.5% في سنة 2011م)، أو يحرز أول 5% من الطلاب في AMC 12، أو يحرز 100 درجة على الأقل في AMC 12، أو 120 درجة في AMC 10 يُدعى إلى أخذ اختبار (AIME). جواب كل سؤال من الـ15 سؤالاً في اختبار AIME هوعدد صحيح بين 0 و 999 فترة.
يُستخدم مجموع درجات AMC 12 و AIME لتحديد 270 فرد تقريباً لدعوتهم لأخذ 6 مسائل إثباتية لحلهم في يومين و9 ساعات، بينما مجموع درجات AMC 10 و AIME تستخدم لتحديد 230 فرد تقريباً لدعوتهم لأخذ اختبار USAJMO، المتبع نفس الطريقة. ما يقارب 30 طالب يُرشحوا طبقاً لأدائهم في اختبار USAMO لتدريبهم في برنامج أولمبياد الرياضيات الصيفي، ما يقارب 12 من الأوائل في اختبار USAJMO يُدعون أيضاً.
خلال ملتقى الصيف، يُعطى اختبار TSTST الذي مدته 3 أيام لتحديد حوالي 18 فرداً لتشكيل مجموعة TSTST. هؤلاء الأفراد يأخذون سلسلة من الاختبارات والتدريبات خلال السنة، كما يحصل مع أولمبياد آسيا والمحيط الهادئ للرياضيات، لاختيار 6 أعضاء ليمثلوا فريق أولمبياد رياضيات الولايات المتحدة في الأولمبياد الدولي للرياضيات. مدرب الفريق الحالي هو بوشن لو من جامعة كارنيغي ميلون.

## القوانين والنقاط

### AMC 8
يتكون اختبار AMC 8 من 25 سؤال متعدد الاختيارات في 40 دقيقة، لطلبة المرحلة المتوسطة، وقد صمم لتطوير وتعزيز وتحسين قدرات الطلبة على حل المسائل الرياضية. لا تتطلب المسائل استخدام الحاسبة، وتم منع استخدامها منذ عام 2008م. تقام المسابقة في أحد أيام الخميس من شهر نوفمبر.
نقاط الاختبار مبنية على عدد الأسئلة المجابة بشكل صحيح فقط. ولا يوجد أي جزاء عند إجابة السؤال خطأً، وكل سؤال له نفس عدد الدرجات المستحقة، فعلى سبيل المثال: الطالب المجيب على 23 سؤال بشكل صحيح وسؤالين بشكل خاطئ فإنه يحصل على درجة 23. وهذا الاختبار ليس اختباراً موحداً وملزوماً؛ أي أنه لا يجب على كل مدرسة أخذه، ولكن بعض المدارس تختار ذلك لتشجيع وتنمية مهارة استخدام الرياضيات بين طلبتهم. الطلبة المجيبين على أسئلة AMC 8 جميعها يحصلون على شهادة تقدير وتوضع صورهم في مواقع الـAMC.

#### الجوائز والتصنيف
التصنيف
وهو معتمد على تصحيح الأسئلة:
- 20 سؤال صحيح فما فوق: التميز/أعلى 1%.
- 17 سؤال صحيح فما فوق: التكريم/أعلى 5%.
- 15 سؤال صحيح فما فوق: الجدارة.

الجوائز
- تعطى شهادة التميز إلى جميع الطلبة الحاصلين على الدرجة المثالية؟
- فائزي AMC 8 الحاصلين على أعلى النتائج من كل مدرسة يُعطون قلماً خاصاً.
- أول 3 طلاب من كل قطاع مدرسي يحصل على ميدالية ذهبية، أو فضية، أو برونزية.
- شهادة للإنجاز البارز.
- تعطى شهادة التكريم لجميع الأوائل من الطلاب.
- تعطى شهادة الجدارة لجميع الأوائل من طلاب الصف السادس فما دون.

### AMC 10 و AMC 12
يتكون اختباري الـAMC 10 والـAMC 12 من 25 سؤال متعدد الاختيارات في 75 دقيقة، لطلاب المرحلة الثانوية، وتحتوي على مسائل يمكن فهمها وحلها بدون الحاجة لفهم مفاهيم التفاضل والتكامل. كانت الحاسبة مسموح بها في الفترة من 1994-2007م، ولكنها أصبحت ممنوعة الآن، وغير مُجدية في المسائل نفسها.
خلال عامي 2007-2008م، مُنعت الحاسبة من جميع اختبارات أولمبياد الرياضيات العالمي مما أدى لمنعها أيضاً في جميع مسابقات الرياضيات الأمريكية.
النتائج العالية لـAMC 10 و AMC 12 من الممكن أن تؤهل المشارك إلى امتحان الرياضيات الأمريكي الدعوي (AIME). عادةً ما يُتطلب في AMC 10 درجة 120 على الأقل؛ وفي AMC 12، يتطلب 100 درجة على الأقل. وهذا التوافق إلى أعلى 5% من الطلبة الآخذين AMC 12 وأعلى 2.5% من الطلبة الآخذين AMC 10.
درجات كل اختبار مبنية على عدد الأسئلة المجابة بشكل صحيح وعدد الأسئلة المتروكة فارغةً. يحصل الطالب على 6 درجات لكل سؤال مجاب بشكل صحيح، و 1.5 درجة لكل سؤال تُرك فارغاً. فعلى سبيل المثال: الطالب الذي يجيب على 18 سؤالاً بشكل صحيح، ويترك 5 أسئلة فارغين، ويُخطئ في سؤالين يحصل على 18×6 +5×1.5 = 115.5 درجة. وأعلى درجة ممكنة هي 6×25 = 150 نقطة؛ في عام 2006م، AMC 12 حصلت على مجموع 17 درجة مثالية بين اثنان من مشرفيها، بينما حصلت AMC 10 على 89 درجة.
من عام 1974م إلى 1999م، كان يحتوي الاختبار على 30 سؤالاً ويُحل في 90 دقيقة، مُعطياً 5 درجات لكل جواب صحيح. وأثناء هذه الفترة، أُعطيت درجة واحدة عند ترك السؤال فارغاً، ولكن هذا النظام قد تغير في أواخر ثمانينات القرن الماضي إلى درجتين لكل سؤال مطروح. عندما تم تقصير الاختبار كجزء من التغيير في عام 2000م، ازدادت قيمة السؤال المتروك إلى 6 درجات (مُبقياً على 150 على أنها الدرجة المثالية). في عام 2001م، درجات السؤال المتروك فارغاً قلّت إلى 2.5 درجة لتقليل احتمالية الإجابة عن سؤال بالتخمين. إلى أن أصبحت قيمة السؤال المتروك فارغاً في  اختبارات عام 2007م 1.5 درجة، لتثبيط الطلبة من ترك عدد كبير من الأسئلة فارغاً للترشح لاختبار (AIME) على سبيل المثال. في AMC 12، كان يستطيع الطالب التقدم بأحد عشر سؤالاً صحيحاً فقط، تاركاً وراءه باقي الأسئلة غير مجابة. أما الآن فعلى الطالب أن يجاوب على 14 سؤال بشكل صحيح على الأقل للحصول على 100 نقطة.
الاختبارات أصبحت متداخلة في بعضها البعض نوعاً ما، مع الأسئلة متوسطة الصعوبة وشديدة الصعوبة في أسئلة AMC 10 التي أصبحت نفسها الأسئلة متوسطة الصعوبة في AMC 12.

## وصلات خارجية
- الموقع الرسمي
.